# Bönabo damm
Bönabo damm är en sjö i Ale kommun i Västergötland och ingår i Göta älvs huvudavrinningsområde. Sjön ligger i utkanten av Vättlefjälls naturreservat.